# シェイク・アブドゥラ・ビン・ナッサル・アル・タニ
シェイク・アブドゥラ・ビン・ナッサル・アル・タニ（ Sheikh Abdullah bin Nasser bin Abdullah Al Ahmed Al Thani、1967年2月19日- ）は、カタールの実業家、王族。2010年よりプロサッカーリーグリーガ・エスパニョーラ・プリメーラ・ディビシオンのマラガCF会長。

## 人物
ナッサル・ビン・アブドゥラグループで副社長を務めている。この会社は、セラミックのタイルから大理石彫刻用の石、観光事業、電子工学技術の輸出などを手掛けており、マツダ、現代自動車（韓国）といった大手自動車メーカーにも技術を供給している。

## マラガ会長として
2010年6月、3600万ユーロ（約39億6000万円）でロレンソ・サンス会長からマラガCFを買収し、クラブをレアル・マドリーとFCバルセロナに対抗できる存在にすることを目指して大規模補強を開始した。年間予算をそれまでの2500万ユーロから7500万ユーロに増額し、2010-11シーズンは監督にジェズアウド・フェレイラを招聘したが、序盤戦から降格圏内に低迷し、9節終了後にフェレイラ監督を解任した。後任にはマヌエル・ペジェグリーニを招聘し、自身が兼務していたスポーツディレクターの地位にスペインサッカー協会からアントニオ・フェルナンデスを引き抜くと、2011年1月の移籍市場ではジュリオ・バチスタ、エンツォ・マレスカ、マルティン・デミチェリス、イグナシオ・カマーチョらを獲得して戦力を強化し、残留を勝ち取った。さらに、RCDエスパニョールから育成のスペシャリストであるジョセップ・マネル・カサノバを引き抜き、下部組織を重視する姿勢も見せている。
2011年夏には6000万ユーロ（約66億円）を費やし、ルート・ファン・ニステルローイ、ヨリス・マタイセン、ジェレミー・トゥララン、ナチョ・モンレアル、ディエゴ・ブオナノッテ、ホアキン・サンチェス、セルヒオ・サンチェス、サンティ・カソルラなどの有力選手を次々と獲得した。ゼネラルマネージャーにはフェルナンド・イエロを招聘し、クラブのバックアップ体制も整えた。

## マラガに関する略年表
- 2010年6月 マラガCFを買収
- 2010-11 国内リーグ11位、マヌエル・ペジェグリーニ監督の下で残留